# البرلمان الشبابي السوري
البرلمان الشبابي السوري هو جماعة سياسية سورية تضم نشطاء وشخصيات ومستقلين معارضة لحكم بشار الأسد اُعلن عن تأسيسه في 19 حزيران 2013 في إسطنبول   ترأس اللجنة التحضيرية للإعداد لتأسيس البرلمان حذيفة بله حتى الأنتخابات الجديدة للمؤتمر.

## الاعضاء
يتكون البرلمان الشبابي السوري من 120 عضو يمثلون المحافظات السورية، والكتل الثورية والسياسية الشبابية.

## لماذا تأسس
صدر بيان سياسي تأسيسي عن المجموعة التي تعمل بتأسيس البرلمان الشبابي السوري واختصرت العبارات التالية سبب تأسيسه.
نحن مجموعة من النشطاء السوريين قد سئمنا من خيبات الأمل المتوالية التي أفضت عنها اجتماعات المعارضة التي وصفت "بالماراثونية "، والتي وضعت فيها مصلحة الثورة والشارع جانباً وتقدمت عليها المصالح الفردية وخضعت لتجاذبات الدول الإقليمية وهيمنتها على القرار الوطني، ومن وعدم تجانس ومصداقية الدول الداعمة لثورتنا.
لذا أعلنا منذ ال 19 من شهر حزيران الماضي عن بدء تأسيسنا لهذا العمل لكي نكون ورقة ضاغطة على الدول المتمثلة بأصدقاء الشعب السوري والمعارضة السياسية والمسلحة.
- المشاركة بالعمل السياسي والقرارات المصيرية المتعلقة بالثورة السورية والوطن المستقبل .

## وصلات خارجية
- الإعلان عن تأسيس البرلمان الشبابي السوري